# Майкл Портільо
Майкл Дензіл Ксавьє Портільо (англ. Michael Denzil Xavier Portillo; нар. 26 травня 1953, Буші, Англія) — британський журналіст політик і політик-консерватор. Міністр у другому уряді Джона Мейджора і тіньовому Вільям Хейга.

## Життєпис
Портільо є сином іспанця Луїса Портільо, який брав участь у Громадянській війні в Іспанії на боці республіканців, і шотландки Корі Блайт. У 1975 році він отримав ступінь з історії у Кембриджському університеті.
Після отримання освіти, Портільо працював у транспортній компанії, а з 1976 по 1979 — у дослідницькому відділі Консервативної партії. Під час виборчої кампанії у 1979 році він був відповідальний за збір інформації для майбутнього прем'єр-міністра Маргарет Тетчер для їх прес-конференцій. З 1979 по 1981 він був радником міністра енергетики. З 1981 по 1983 Портільо працював у нафтовій компанії.
У 1983 році він невдало балотувався до Палати громад. У 1984 році він виграв довибори в окрузі Anthony Berry, зберігаючи цю посаду до 1997.
Спочатку, він був парламентським секретарем Джона Мура, а потім помічником-організатором. У 1987 був призначений держсекретарем у Міністерство соціального забезпечення. У 1988 він став державним міністром у Міністерстві транспорту. У 1990 був призначений міністром у справах місцевих органів влади. У 1992 став членом кабінету як секретар начальника казначейства. Він також був членом Таємної ради. У 1994 отримав посаду міністра зайнятості, з 1995 по 1997 — міністр оборони.
Після його поразки на виборах у 1997, Портільо знову працював політичним консультантом. Він також працював у телевізійній журналістиці. У 1999 році він був переобраний членом парламенту, а вже у 2000 став тіньовим канцлером Казначейства. У 2001 році він безуспішно намагався стати лідером Консервативної партії. У 2005 він пішов з політики.
У 1982 році він одружився з Каролін Еді, не має дітей.